# Asandros
Cet article concerne le diadoque. Pour le roi du Bosphore Cimmérien, voir Asandros du Bosphore.
Asandros (en grec ancien Άσανδρoς / Asandros) est un général macédonien sous le règne d'Alexandre le Grand, et frère de Parménion. Il est désigné satrape de Lydie puis satrape de Carie à la mort du roi en 323 av. J.-C. Il participe aux guerres des Diadoques en s'engageant contre Antigone le Borgne.

## Biographie

### Carrière sous Alexandre
Fils de Philotas, il est le frère de Parménion, l'un des principaux généraux d'Alexandre le Grand. Il participe à la conquête de l'Empire perse au titre de Compagnon du roi (hétaire ). En 334 av. J.-C., il est désigné satrape de Lydie aux dépens de Spithridatès, avec sous son commandement une forte garnison macédonienne. Il reçoit la mission de surveiller la Carie voisine dont la reine, Ada d'Halicarnasse, a fait d'Alexandre son successeur. Son pouvoir n'est pas total puisqu'il doit le partager avec Pausanias, qui dirige la forteresse de Sardes. Il est remplacé en 331 par Ménandros. En 328, il dirige avec Néarque un contingent de mercenaires grecs.

### Durant les guerres des Diadoques

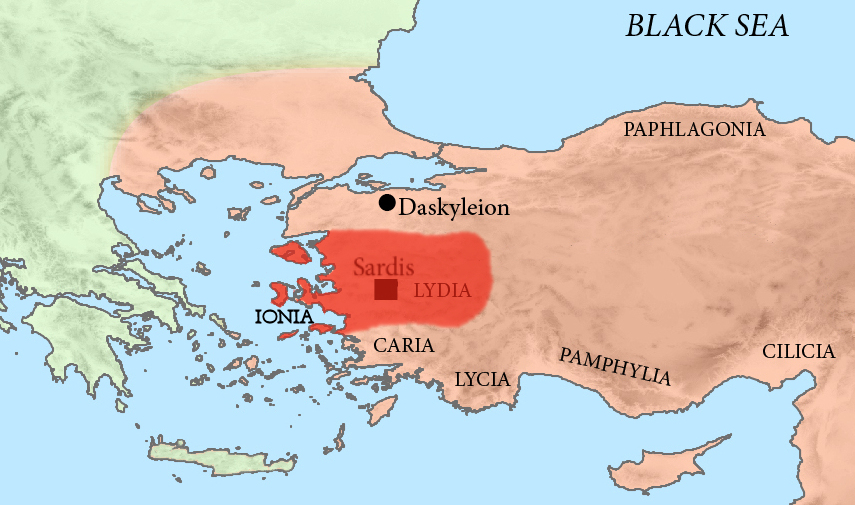
La satrapie de Lydie.

Lors des accords de Babylone qui suivent la mort d'Alexandre en juin 323 av. J.-C., Asandros reçoit la satrapie de Carie. Dans la première phase de la guerre des Diadoques, il prend le parti d'Antipater. En 321, il mène campagne en Carie contre Attale et Alcétas, respectivement général et frère de Perdiccas, mais il est vaincu.
En 317, il profite de l'expédition d'Antigone le Borgne dans les satrapies orientales contre Eumène de Cardia pour accroître son influence en Anatolie. En 316 il rejoint la coalition formée par Ptolémée et Cassandre contre Antigone ; il profite de la mort d'Eumène pour occuper la Cappadoce. En 315, il doit défendre Amisos contre Polémée, neveu d'Antigone. Il parvient avec le soutien de Ptolémée et Cassandre à se maintenir en Cappadoce. En 313, il perd notamment Milet aux dépens de Médios de Larissa, l'amiral d'Antigone. Ce dernier le contraint à conclure un sévère traité par lequel il est tenu de lui remettre son armée, de rétablir la liberté des cités grecques de la côte et de considérer sa satrapie de Carie comme un don d'Antigone ; il doit enfin donner en otage son frère Agathon. Mais après quelques jours, Asandros tente de briser ce traité humiliant ; il parvient à délivrer son frère des mains d'Antigone et dépêche des ambassadeurs auprès de Ptolémée et Séleucos. Mais Antigone, indigné par ces actes, envoie immédiatement une armée pour établir par la force la liberté des cités grecques des rives du Pont-Euxin. La Carie est aussi conquise et Asandros disparaît dès lors de l'histoire.

## Monnaies
Durant son séjour en Carie, Asandros frappe plusieurs types de monnaies à Milet aux noms d'Alexandre le Grand et de Philippe III.

Monnaies frappées à Milet à l'effigie de Philippe III, 323-319 av. J.-C.
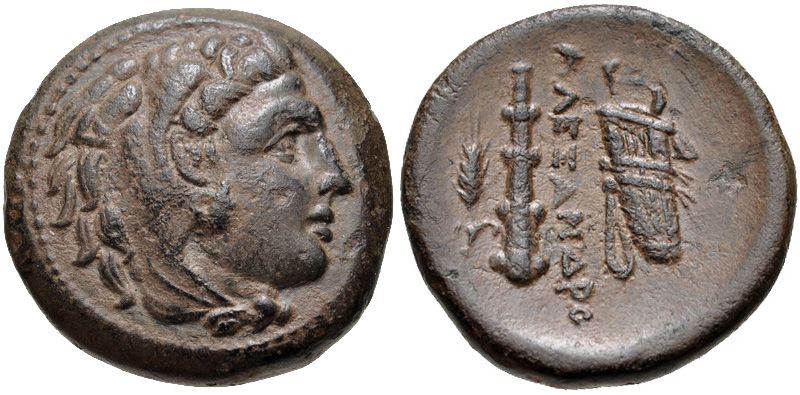
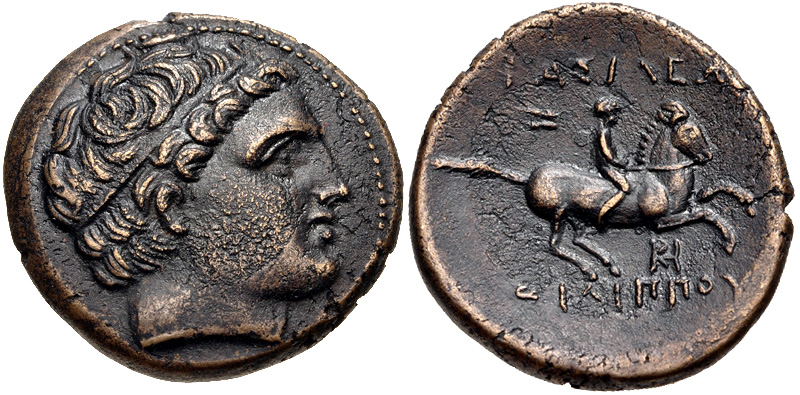
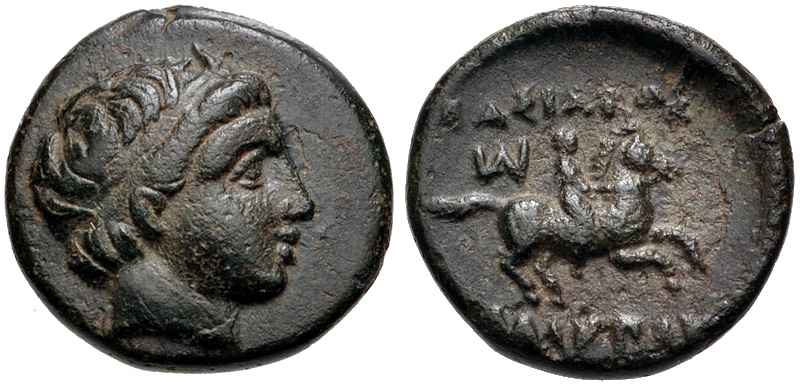

- Monnaies frappées à Milet à l'effigie de Philippe III, v.  323-319 av. J.-C.

## Sources antiques
- Arrien, Anabase [lire en ligne].
- Diodore de Sicile, Bibliothèque historique [détail des éditions] [lire en ligne], XVIII, XIX.